# 和解 (志賀直哉の小説)
『和解』（わかい）は、志賀直哉の中編小説。1917年（大正6年）10月1日発行の『黒潮』第二巻第十号に発表。その際、末尾に「(大正六年九月十八日)」と執筆年月日が掲示された。ただしこの『黒潮』誌上における「和解」には、のちの「和解」の十にあたる、有名な妻の出産の部分がまったく書きこまれていない。従って構成は一より十五までとなっている。1918年（大正7年）1月、新潮社より刊行された『夜の光』に収録。そのとき、出産の部分を書き足し、十として挿入、従って構成は一節増えて十六までとなる。
父と不和になっていた作者を「順吉」に置き換えて、次第に和解していく経過をたどる私小説。確執に至った経緯や原因は書かれていないが、同様の内容を含んだ作品に、『大津順吉』『或る男、其姉の死』がある。
この作品を発表した年の8月に、父との和解が成立している。作中時間での父との和解は1917年（大正6年）8月30日である。
岩波文庫「大津順吉・和解・ある男、その姉の死」あとがきより
「和解」は作中にも書いたように、その時の約束の仕事をしている最中、父との和解が気持ちよくでき、その喜びと興奮とで私は、書きかけを措いて和解を材料に一気に書き上げてしまった。
毎日十枚平均で半月間で書いた。
十枚平均十五日間というのは私にとっては後にも前にもないレコードである。
と語っており、志賀作品の中でも特別に速いペースで書き上げられた作品である。

## 登場人物
カッコ内はモデルとなった人物
- 順吉（志賀直哉）
- 妻（志賀康子）
モデルとなった志賀康子は、旧姓勘解由小路（かでのこうじ）で、武者小路実篤とは従妹関係。志賀直哉より7つ年下。
- 父（志賀直温）
- 実母（志賀銀）
- 母（志賀浩）
モデルとなった志賀浩は1872（明治5）年生まれで、志賀直哉とは11歳しか年が離れていない。
- 祖母（志賀留女）
長男が幼いうちに亡くなったことを理由に、祖父とともに幼い直哉を両親から引き取って育て、実質母親のような役割をした。1836（天保7）年生まれ、武家出身であり、武家社会の習慣が身についていたので、非常に厳格な性格であった。その為に直哉と相容れないこともあったが、「自分とお婆さんは一つの個人となるんだ。おばあさんは自分の内である、こんな事は今の所、世界中で唯一人お婆さんとのみ出来る事がらであつて、自分に於けるお婆さんのやうな人を持たぬ人は気の毒だが此理屈は解かる事がない」（「手帳2」）と書き残されているように、深い愛情で結ばれていた。また、作中やその他の志賀作品では触れられていない事実だが、志賀留女は文盲であり、読み書きのできない人物。
- 赤児（志賀慧子）
長女。1916（大正5）年7月31日に息を引き取った。『和解』の草稿「慧子の死」では、1916（大正5）年6月7日の夕方に、芝三田のある小児科の医者の家で生まれたこと、元気で、医者からも発育や皮膚の状態が大変いいと褒められており、「こういう皮膚の人は病気に対して抵抗力がある」と言われていたことが記されている。
- 赤児（志賀留女子）
次女。名前は祖母・留女にちなむ。
- 叔父（志賀直方）
鎌倉に住んでいた。志賀直哉より4歳年上で、幼児の頃から一緒に育ったため、叔父甥というより兄弟に近い関係だった。
- 順三（志賀直三）
十六章において、山王台の料理屋へ遅刻してくる人物。モデル人物である直三が実際にこのような遅刻をしたかは定かではないが、後妻である浩の子供である直三は、先妻・銀の息子である兄直哉を家族の中心と考え、常に疎外感と孤独を味わっていた。父と兄の不和についても、「どつちに同情し、味方するという気持も動かない。ただ、誰れもかれもが一日中苛々している。誰れもかれもが刺刺しくわたしの目には写つた。」（志賀直三『阿呆傳』）と書き残している。
また、「暗夜行路草稿2「尾の道に行くまでの事」」には、「今の母」が順三について、「万一お父さんが順吉をよして、此の児を立てるやうな事でもありましたら、私は此児を生かしては置きません。」と語るシーンがある。
- 龍（坂巻たかか）
モデルの坂巻たかは1916（大正5）年に志賀家に子守として入り、後に女中となる。
- 常
モデルは志賀家の女中、常。
- Y（柳宗悦）
順吉の友人。思想家。順吉の家の近所に住む。慧子が危篤になった際には、順吉とともに病院（回春堂）で治療を手伝う。
- K子さん（柳兼子）
Yの妻。声楽家。慧子の危篤の際には、手紙で「芥子をはったらどうか」とアドバイスをする。
- M（武者小路実篤）
順吉の友人。小説家。九章で順吉の隣村に移り住む。作中で直哉は、Mとの往来が「自分の心にいい影響を与えた」と振り返っている。実際、武者小路実篤は1916年（大正5年）12月に志賀直哉が所有していた船戸二丁目の手賀沼を見下ろす台地先端部に、妻・房子とともに住宅を構えた。武者小路実篤は『或る男』（1923年（大正12年））の中で、志賀や柳らと足繁く往来した我孫子の生活を語っている。作中でMが丸善の二階でロダンの本を購入している通り、武者小路実篤はロダンをとても好んでいた。
- 或る親しい友（園池公致）
- 産婆（篠崎リンか）
1896年（明治29年）八王子市万町の植木屋と花火師である篠崎英助の長女として生まれる。1923年（大正12年）　瀧井孝作と「志賀さんと夫人の媒酌」により、粟田口の座敷で式の盃をあげる。10章に出てくる「産婆は去年の産婆を頼む事にした。」の産婆であるという明確な資料は残っていないが、阿川弘之『志賀直哉 上』によると「篠崎リンという助産婦の資格を持つ住み込み看護婦がいて、産前産後の処置すべて一人でやってくれた。篠崎リンは前に寿々子も取り上げ直康も取り上げ、志賀夫婦の信頼に篤かった人」とされている。又、『瀧井孝作全集別巻』によると「東京の産婆学校を卒業、東京に居た頃は我孫子の志賀直哉先生の所のお産にも行つた方」とされている。
- K君（木下検二か）
10章に出てくる「或日二年程前から友になったK君」が木下検二であるという明確な資料は残っていないが、木下検二「『白樺』創刊の人々」（『明治文学全集』月報76）、「志賀さんの三十代の頃」（『志賀直哉全集』月報7）によると、「志賀さん（直哉）さんは結婚の翌年、赤城山の大沼湖畔にあった猪谷旅館から少し登つた所の山小屋で夏を過ごした。」、「志賀さんに初めて会ったのは赤城山」とされている。志賀が赤城山に移ったのが1915年（大正4年）のことで、二人の交流が始まったのが「その年の秋」のことで、それから「我孫子の新居を訪れ」るようになっている。
- 医者（荒井茂雄）…回春堂の医者。
- 隣りの百姓家の婆さん（津川ます）
村上智雅子「雑誌『白樺』創刊百周年企画展記念講演「志賀直哉と我孫子」―作品・家族・地域の人々との関わり―」によると
『和解』に出てくる「隣の百姓家の婆さん」は、隣家の津川ますさんで、この家とは家族ぐるの付き合いがあった。長女慧子さんが重体になった時、志賀を案内し、氷枕用の氷を買い出しに行ってあげたという。志賀が我孫子を去る時、餞別として硯（裏に志賀直哉と書かれた愛用のもの）とステッキをいただいたとのこと。この硯とステッキは大事に使っていたものの壊れてしまったが、何かの折包んでいた風呂敷は今の残っている。「麻布三河台　志賀」と書かれ、使い古した大風呂敷は、今、白樺文学館に展示されている。
- 三造（宇田川三之助）…順吉の家の使。
山本鉱太郎「白樺文人たちと手賀沼」によると
田中村の大室に生まれ、180センチほどの体のがっちりした大きな男であった。五江間の渡し船頭をしており、家はいまの楚人冠公園下にあったが、日頃は沼に近い三畳の狭い小屋にいた。「おーい」と対岸から声がかかると、すぐさま漕いでいった。酒は飲まないが、甘いものがめっぽう好きで、マジメでやさしいのでみんなから三造と呼ばれて愛された。我孫子側から舟を出すときは〆粕や灯油などが多く、沼南側から来る時は炭や薪が多かった。（中略）
三造はやや吃音で、そのことを気にしていた。志賀は三造にせっせと雑用を頼んだ。我孫子駅に出迎えに行ったり、酒や煙草を買いに行ったりし、つまり便利屋さん。三造は志賀を「旦那さん」と呼び大いに忠勤に励んだ。
- SK（九里四郎）
画家。享年67歳。志賀直哉が「和解」発表後に自家にテニスコートを設置。明治19年東京に生まれ、学習院から明治43年東京美術学校西洋画科を卒業。本業は画家であるが、入賞後、料理屋を経営したりと、その才能は多岐にわたる。

## 作品舞台
作品の舞台は主に作者が当時住んでいた我孫子と麻布。
『稲村雑談』によると志賀直哉の我孫子時代の生活は、色々面白いこともあつたが、随分退屈もした。かういふ刺戟のない田舎生活といふものは若い夫婦にとつては、それだけで悲劇の起る可能性のある危険なものだと思ふ。唄に「竹の柱にカヤの屋根…」といふのがあるが、若い夫婦が、人里離れてそんな生活をすれば必ず悲劇が起る。僕の場合は家内が悲劇向きの女でないので大した事にはならなかつたが、さういふ意味では我孫子の生活は余りいい生活とは云へない。と言っていることからも、志賀直哉にとって我孫子に住んでいた時代は、あまりいい思い出ではなかったことが分かる。
5章、6章で舞台となった回春堂は我孫子に実在していた。途中「荒井歯科医院」と院の名前が変わったが、現在は閉院している。当時の人たちは、回春堂のことをカイシンドウと呼んでいた。屋号は「茂右衛門」といい、その頃の先生は慈恵医科専を出た荒井茂雄で、当時我孫子では唯一の医院であった。診察室は十二畳の屋敷で、その右手の部屋の奥にはささやかながら薬局があった。荒井はなかなかユニークな人で、ひげをはやし、人力車に乗って往診していた。（山本鉱太郎「白樺文人たちと手賀沼」）
16章で出てくる山王台の料理屋は、明治17年に開業された星ケ岡茶寮（現 星岡茶寮）という料亭である。「山王台」
とは現在の東京都千代田区永田町2丁目の日枝神社のある台地の通称で、星ケ岡茶寮は当時から現在に至るまで同じ場所に位置している。阿川弘之著『志賀直哉 下』で志賀直哉の父 直温が「星ヶ岡茶寮の料理を愛好し」とある。テクスト内の日付である大正6年「九月二日」の時点での料理長は奥八郎兵衛という人物で、魚商に精通していた。そのため、提供していた料理も和食中心であり、開業当時の図面にも魚精場が見られる。
麻布には志賀直哉の父、志賀直温の屋敷がある。（麻布区三河台二十七番地［現在の六本木］）敷地千六百八十二坪、建て坪三百坪の大住宅であった。東京の一等地である。1897（明治30）年直哉14歳の時に石巻から家族と移り住む。1912（明治45）年29歳の時に父との不和で尾道に家を借りるまで過ごした。1945（昭和20）年戦災で全焼。（阿川弘之『志賀直哉・上』）
また、『和解』（平成29年11月30日発行　新潮社）において、115ページ8行目の記述にある「麻布の家へ登る坂」とは、現在の港区六本木四丁目に在る妙像寺を左手にみながら緩やかな坂を登っていき、突き当りを左折すると直温邸に向かっていく急な坂がある。この急な坂が作中の「麻布の家へ登る坂」であると考えられる。

## 挿入作品
- 「夢想家」（「空想家」）について
池内輝雄「和解論」(『志賀直哉の領域』有精堂出版、1990)では、作中に登場する「夢想家」（「空想家」）は、『暗夜行路』の前身である『時任謙作』を指し、以下の4点を最も関係深いとしている。
  - 「死ね〱」（『志賀直哉全集 第二巻』）
  - 「暗夜行路草稿」二・三・五（『志賀直哉全集 第六巻』）は、題名および実質的内容に近く、なおかつ具体的な記述がある。
  - 「暗夜行路草稿」一二・一三・一四（『志賀直哉全集 第六巻』）は、題名および実質的内容に近い。
  - 「暗夜行路草稿」二一（『志賀直哉全集　第六巻』）

『志賀直哉全集 第一五巻』のノート一二に「空想家」という記述がある。
- 「廻覧雑誌に書いた短編」2篇について
作中の九章に出て来る「廻覧雑誌」に送った幾つかの長編と短編のうち、順吉は2編の短編をMに見せる。この2編のうち、Mが「発表する事をすすめた」方の短編は「城の崎にて」（1917年（大正6年）5月、『白樺』第8巻第5号に発表）である。そしてその「翌々月」に発表した短編は、「佐々木の場合」（1917年（大正6年）6月、『黒潮』に発表）である。
- 「女中が懐妊する」話について
「和解」九章にあらすじが紹介される女中の懐妊をめぐる作品は、「好人物の夫婦」（1917年（大正6年）8月、『新潮』に発表）である。発表の際、末尾に「（大正六年七月十日）」と執筆年月が記載されている。ちなみに志賀が雑誌『新潮』に登場するのはこの「好人物の夫婦」が最初である。
- 「或る親子」について
「或る親子」は、1917年（大正6年）8月5日発行の『読売新聞』（第14482号）日曜付録の欄に発表された。1918年（大正7年）4月、春陽堂刊行の「新興文藝叢書」の一冊、『或る朝』に収録。「和解」の作中にも、「或る親子」の冒頭にも、この作品は自分が書いたものではないと断ってある。「続創作余談」の中で、尾道で知り合いになった「藤井福一」という人が書いたものだと明かしている。